# Abu Abedalá Xeique Maomé ibne Iáia
Abu Abedalá Xeique Maomé ibne Iáia (em árabe: أبو عبد الله الشيخ محمد بن يحي; romaniz.: Abū Abd Allah ax-Xaikh Muḥammad ibn Iaḥiā), ou Mulei Xeque segundo cronistas portugueses, é um dos dois sobreviventes do massacre de 1459, onde a família dos oatácidas é exterminada pelo último sultão merínida, Abdalaque II. Funda o Reino de Fez em 1472. Morre em 1504, e seu filho Maomé Bortucali (O Português), sucede-lhe.

## Biografia
De 1459 a 1465, o Sultão Merínida ainda está no poder e Maomé Xeique está em fuga. Em 1465, Abdalaque II  é abatido em Fez durante uma revolta popular. Um sultão de origem Idríssida, é proclamado, mas a sua autoridade limita-se à região de Fez, e Maomé Xeique começa a reconquista do território do Sultanato Merínida.
Em 1469, os muçulmanos já perderam quase todos os seus territórios de Alandalus. Os Nacéridas apenas conservam Granada e seus arredores até 1492. Este período conhece um afluxo maciço, para Marrocos, de Andaluzes muçulmanos e judeus perseguidos pela Inquisição e a conversão forçada ao cristianismo. Em 1471, o rei Afonso V de Portugal toma Arzila, e Tânger, aproveitando-se das desordens em Fez. Maomé Xeique retoma Fez. O sul de marrocos escapa-lhe completamente, apenas reina sobre a região de Fez, onde é o primeiro a levar o título de sultão oatácida em 1472.
Em 1479, Maomé Xeique assina um tratado com os castelhanos reconhecendo os seus direitos exclusivos no litoral Africano. De 1472 a 1505, não pode impedir a instalação dos Portugueses nas costas do país em Safim (1481), e em seguida, Azamor em (1486). Os Portugueses realmente ocuparão essas duas cidades em 1508 e 1513. Em 1492,  O Reino de Granada, último estado muçulmano de Espanha é derrotado pelos reis Católicos, selando o fim da Espanha islâmica. Maomé Xeique morre em 1504, e seu filho Maomé Bortucali sucede-lhe.

## Ligações e documentos externos
- Charles-André Julien, Histoire de l'Afrique du Nord, des origines à 1830, Éd. originale 1931, rééd. Payot, Paris, 1994, ISBN 978-2228-887892
- (em árabe) ar Les Wattassides / Banû al-Wattas
- Les dynasties musulmanes / Afrique du Nord, Wattasides
- Janine et Dominique Sourdel, Dictionnaire historique de l'islam, Ed. P.U.F., ISBN 978-2130-545361, p. 850, article Wattassides
- Clio, De la décadence mérinide au royaume saadien